# Изогона
Изого́на (от др.-греч. ισος — «равный» и γωνία — «угол») — изолиния на географической карте, соединяющая точки с одинаковым значением какого-либо угла – одинаковым направлением, одинаковой ориентацией чего-либо; в метеорологии — линия, объединяющая точки с одинаковым направлением ветра.
На картах магнитного поля Земли изогоны магнитного склонения (не путать с магнитным наклонением!) сходятся к полюсам, а в средних широтах в основном имеют меридиональное направление. Изогоны магнитного поля изменяются во времени вслед за изменениями магнитного поля, поэтому карты с изогонами соответствуют лишь указанному моменту времени.
В астрономии изогоны используются для составления карт затмений, где показывают точки, откуда начало и конец затмения видны под одинаковым позиционным углом.
В метеорологии изогоны показывают одинаковое направление ветра.
Для линий равного наклона (в частности, для изолиний магнитного наклонения) применяется термин изоклина (см. инклинатор).